# سیارک ۹۰۹۷
سیارک ۹۰۹۷ (به انگلیسی: 9097 Davidschlag، نامگذاری:1996AU1) نه هزار و نود و هفتمین سیارک کشف شده‌است که در ۱۴ ژانویه ۱۹۹۶ کشف شد.
قدر مطلق سیارک برابر ۱۳٫۴۰ است.